# شنم (جبلة)

تعديل مصدري - تعديل

شنم محلة تابعة لقرية قرية المعين، التابعة لعزلة جبلة بمديرية جبلة إحدى مديريات محافظة إب في الجمهورية اليمنية، بلغ تعداد سكانها 47 حسب تعداد اليمن لعام 2004.